# Ферретти, Габриэле
Габриэле Ферретти (итал. Gabriele Ferretti; 31 января 1795, Анкона, Папская область — 13 сентября 1860, Рим, Папская область) — итальянский куриальный кардинал и папский дипломат. Епископ Риети с 21 мая 1827 по 29 июля 1833. Титулярный архиепископ Селевкии Исаврийской с 29 июля 1833 по 19 мая 1837. Апостольский нунций в королевстве Обеих Сицилий с 30 июля 1833 по 19 мая 1837. Епископ Монтефьясконе и Корнето, с персональным титулом архиепископа, с 19 мая по 2 октября 1837. Архиепископ Фермо со 2 октября 1837 по 12 января 1842. Префект Священной Конгрегации индульгенций и священных реликвий с 14 марта 1843 по 11 декабря 1846. Папский легат в провинциях Урбино и Пезаро с 11 декабря 1846 по 17 июля 1847. Государственный секретарь Святого Престола с 17 июля по 31 декабря 1847. Секретарь меморандумов с 27 ноября 1847 по 18 марта 1852. Великий пенитенциарий с 18 марта 1852 по 13 сентября 1860. Камерленго Священной Коллегии кардиналов с 7 апреля 1854 по 23 марта 1855. Великий приор Суверенного Военного Ордена Госпитальеров Св. Иоанна Иерусалимского Родоса и Мальты с 11 февраля 1858 по 13 сентября 1860. Кардинал in pectore с 30 ноября 1838 по 8 июля 1839. Кардинал-священник с 8 июля 1839, с титулом церкви Санти-Кирико-э-Джулитта с 11 июля 1839 по 12 сентября 1853. Кардинал-епископ Сабины с 12 сентября 1853.